# PhotoFiltre
PhotoFiltre — растровый графический редактор для операционной системы Windows. Существуют коммерческая (29 евро), учебная и бесплатная версии программы. А также разработана и специальная упрощенная версия Photofiltre Mini написанная на языке программирования Lazarus для 32- и 64-битных  Windows, 64-битных Linux  и  64-битных Mac OS. Наиболее профессиональная версия программы - это коммерческая версия, которой можно воспользоваться и оценить согласно лицензии не более 30 дней. Оплата труда автора снимает полученным от него ключом все ограничения. Автор и разработчик программы — Антонио Да Круз (фр. Antonio Da Cruz). Интерфейс программы переведён на несколько десятков языков (27 встраиваемых языков не считая английского).
Графический редактор PhotoFiltre для большинства задач может вполне заменить сложный и ресурсоёмкий Adobe Photoshop. PhotoFiltre прекрасно подходит как для начинающих, так и для продвинутых пользователей, и особенно важно, что этот графический редактор идеально подходит для обучения основам компьютерной графики. Возможности программы рассчитаны для лёгкого и быстрого создания графических композиций и коллажей, плакатов, рисунков. В её состав входят готовые инструменты, позволяющие как создавать новые работы, так и просто редактировать уже готовые растровые изображения и фотографии.
Обширная коллекция графических эффектов позволяет начинающим пользователям почувствовать себя настоящими профессионалами в мире фотографии. Можно использовать как стандартные функции, так и множество художественных фильтров. Существенно расширить набор стандартных фильтров и опций программы можно подключив к ней дополнительные плагины (их можно также найти на сайте разработчика).
В PhotoFiltre позволяет регулировать яркость, контрастность, насыщенность, исправлять гамму, пользоваться всевозможными фильтрами (акварель, пастель, чернила и т. д.), работать со слоями. Кроме того, в этом редакторе можно работать с декоративным текстом, оптимизировать графику, создавать поздравительные конверты и открытки из готовых шаблонов.
Лаконично и доходчиво поставлена работа с масками, паттернами (узорами для создания фона) и текстурами.
Программа имеет встроенный файловый менеджер, который позволяет просматривать избранные и программные папки с изображениями, сортировать изображения, удалять и переименовывать избранный файл.